# Taylor Gray
Taylor Gray est un acteur américain née le 7 septembre 1993 à Whittier en Californie.

## Filmographie

### Cinéma
- 2007 : The Take : Javy De La Pena
- 2012 : Thunderstruck : Brian
- 2015 : Walt Before Mickey : Friz Freleng
- 2018 : Skate Kitchen : Jared
- 2020 : Hard Luck Love Song : Benny
- 2024 : Saturday Night de Jason Reitman : Al Franken

### Télévision
- 2007 : Numbers : Jo Santiago (1 épisode)
- 2009 : Hawthorne : Infirmière en chef : Carlos Gonzalez (1 épisode)
- 2010 : Mentalist : l’enfant plus petit (1 épisode)
- 2011-2013 : Les Aventures de Bucket et Skinner : Bucket (27 épisodes)
- 2014-2015 : Rebels Recon : Ezra Bridger (10 épisodes)
- 2014-2018 : Star Wars Rebels : Ezra Bridger (71 épisodes)
- 2017 : In the Vault : Karlis Kehoe (15 épisodes)
- 2018 : 9-1-1 : Steve (1 épisode)
- 2018 : Star Wars : Forces du destin : Ezra Bridger (1 épisode)
- 2018 : Strange Ones : Rick (1 épisode)
- 2019 : She-Ra et les Princesses au pouvoir : Micah jeune (1 épisode)
- 2019 : Hawaii 5-0 : Kahele (2 épisodes)
- 2019 : American Princess : Jose (6 épisodes)

### Jeu vidéo
- 2015 : Star Wars Rebels : Recon Missions : Ezra Bridger
- 2015 : Disney Infinity 3.0 : Ezra Bridger